# Vlado Andrilović
Vlado Andrilović (Vinkovci, 1937.)  je hrvatski književnik i sveučilišni profesor. Piše romane, humoreske, podlistke, kratke priče, radio-drame, priče za djecu i ine književne zapise.

## Životopis
U rodnom gradu je završio osnovnu i srednju školu (gimnazija).

Doktorirao je psihologijske znanosti. 
Član je Društva hrvatskih književnika.
Kao mlađi je pisao podlistke, kratke priče i humoreske. Potom se okrenuo svom znanstvenom radu. Napisao je stotinjak znanstvenih i stručnih radova, a mnoštvo ih je i na engleskom, poljskom i španjolskom jeziku.
To razdoblje znanstvene isključivosti je trajalo 15 godina, a onda se pred 1990-te vratio književnosti, napisavši roman "Veliki hrast" 1989. (čiji je nastavak, kojeg se može čitati i kao samostalno djelo, roman "Ispod golemoga neba", 2003.). 
U romanu "Crni čagalj" se okrenuo i fantastici, baveći se smislom čovječja života.

## Djela
(popis nepotpun)
- znanstvena
- Psihologija učenja i nastave, udžbenik, 1996.

- književna
- Veliki hrast, roman-kronika, 1989.
- Obraćenja Ivana Bognara, roman (radio-drama), 1994. (nagrada za najbolju radio-dramu na Radio-Zagrebu)
- Vrapčeva smrt, zbirka kratkih priča (u tri cjeline), 1992.
- Tiha soba, roman, 1995. (nagrada "Josip i Ivan Kozarac" za najbolje prozno djelo 1996.)
- Crni čagalj - završni roman i kratke priče, roman i kratke priče, 2002. (emitiran je i kao radio-drama)
- Ispod golemoga neba, roman, 2003.

## Nagrade
2008. je dobio 3. nagradu Dubravko Horvatić, za priču Došljo, objavljenu u Hrvatskom slovu 2007. godine.

## Vanjske povezice
- Društvo hrvatskih književnika
- Matica hrvatska - Saga o Tisićima  Arhivirana inačica izvorne stranice od 19. kolovoza 2007. (Wayback Machine)